# Rodolfo Aguilar Delgado
Rodolfo Aguilar Delgado è un comune (corregimiento) della Repubblica di Panama situato nel distretto di Barú, provincia di Chiriquí. Si estende su una superficie di 187,2 km² e conta una popolazione di 15.544 abitanti (censimento 2010).